# Werner Landgraf
Werner Landgraf (né à Mayence le 29 juillet 1959) est un astronome allemand.

## Biographie
Après avoir étudié la Physique à l'université de Siegen et l'Astrophysique à l'université de Göttingen, il a travaillé principalement à l'ESO au Chili.
Son champ d'étude a été principalement la détermination des constantes astronomiques et la vérification les modèles de gravité. Il a développé des méthodes d'identification et de calcul de l'orbite des petits corps du système solaire. Il a recalculé les passages historiques de la comète de Halley en 2317 avant J.-C., ce qui confirme l'hypothèse que les Grecs anciens l'avaient bien observée en 466 avant J.-C..
Le Centre des planètes mineures le crédite de la découverte de sept astéroïdes, faite entre 1987 et 1989.
L'astéroïde (3132) Landgraf lui est dédié.
| (3683) Baumann  | 23 juin 1987 |
| (4349) Tibúrcio | 5 juin 1989  |
| (4378) Voigt    | 14 mai 1988  |
| (7696) Liebe    | 10 mai 1988  |
| (9938) Kretlow  | 18 mai 1988  |
| (17412) Kroll   | 24 mai 1988  |
| (29148) Palzer  | 10 mai 1988  |